# Julius von Schlosser
Pour les articles homonymes, voir Schlosser.
Julius von Schlosser (Vienne, 1866 - Vienne, 1938), de son nom complet Julius Alwin Franz Georg Andreas Ritter von Schlosser, ou Giulio Schlosser-Magnino le nom de sa mère, italienne, est un historien de l'art, médiéviste et moderniste de l'école de Vienne. 
Il est notamment connu pour son livre La littérature artistique (Die Kunstliteratur) en 1924, une bibliographie critique des sources relatives à l'art qui fait toujours figure de modèle. Cet ouvrage n'est cependant pas une anthologie, car il ne contient pas d'extraits de textes mais une critique de ceux-ci.

## La littérature artistique
Schlosser développe dans ce manuel analytique et bibliographique la notion de connaissance des sources documentaires secondaires et les recense pour l'« art chrétien historique » (le Moyen Âge et les Temps modernes de l'occident). Par sources secondaire il entend les sources indirectes, écrites, « les témoignages littéraires de ceux qui discutent de l'art d'une façon consciemment théorique sous son aspect historique, esthétique ou technique », au contraire des témoignages « impersonnels, inscriptions, documents et inventaires » considérés alors comme sources primaires.

## Publications
- Moderne Märchen (1887)
- Die Kunst- und Wunderkammern der Spätrenaissance (1908)
- Die Geschichte der Porträtbildnerei in Wachs (1911)
- Materialien zur Quellenkunde der Kunstgeschichte (1914-1920), 10 tomes publiées dans la collection Sitzungsberichte der Kaiserlichen Akademie der Wissenschaften in Wien. Philosophisch-Historische Klasse.
- Die Kunst des Mittelalters (1923)
- Die Kunstliteratur. Ein Handbuch zur Quellenkunde der neueren Kunstgeschichte (1924)
- Die Wiener Schule der Kunstgeschichte (in den Mitteilungen des Institutes für österreichische Geschichte (1934)
- Stilgeschichte und Sprachgeschichte in der Bildenden Kunst (1934)

Traductions
- La letteratura artistica : manuale delle fonti della storia dell'arte moderna, Julius Schlosser Magnino avec ses mises à jour, trad. Filippo Rossi, Florence, 1935 ; nouv. éd. mise à jour par Otto Kurz en 1956, puis en 1964 ; repr. Scandicci, 1996 (Paperbacks. Classici, 6)  (ISBN 8822117786).
- La littérature artistique : manuel des sources de l'histoire de l'art moderne, trad. de l'allemand par Jacques Chavy, trad. de l'italien par Marc Le Cannu, et al., préf. André Chastel, Paris, 1984 (mise à jour bibliogr. jusque environ 1980, d'après la 1re éd. allemande de 1924, et les éd. italiennes de 1956 et 1964) ; repr. 1996 (Idées et recherches)  (ISBN 2-08-012602-4).
- Les Cabinets d'art et de merveilles de la Renaissance tardive. Une contribution à l'histoire du collectionnisme (trad. Lucie Marignac ; préf. et postf. Patricia Falguières), Paris, Macula, coll. "La littérature artistique", 2012, 372 p.  (ISBN 978-2-86589-073-6),
- Histoire du portrait en cire, Julius von Schlosser, Thomas Medicus, Gotthold Ephraim Lessing. Paris, Macula, 1997,  (ISBN 978-2-86589-053-8)